# Trésor d'Emona

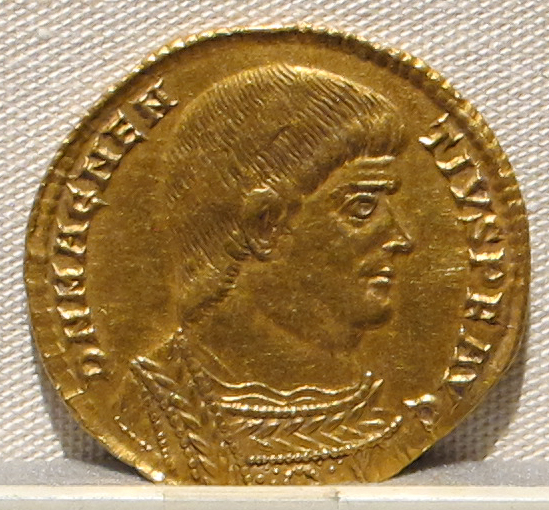
Magnence, usurpateur de 350 à 353, sur un double solidus provenant peut-être du trésor qui en compte un semblable, et conservé au Palais Massimo des Thermes à Rome.

Le trésor d'Emona est un trésor de monnaies d'or romaines du milieu du IIIe siècle découvert fortuitement en 1956 sur le site d'Emona, nom antique de Ljubljana, capitale de la Slovénie. Malheureusement, le contexte archéologique de la découverte n'a pas pu être étudié et une bonne part des monnaies ont été dispersées ; seules sept monnaies, des multiples du règne de l'empereur usurpateur Magnence (350-353), sont conservées au musée de la ville de Ljubljana.

## Découverte
Le 18 août 1956, une pelle mécanique creusait les fondations d'un immeuble, des camions transportaient les déblais plus loin. Lorsqu'un ouvrier découvrit dans les gravas une pièce d'or, la nouvelle se répandit et tous se mirent à chercher d'autres pièces. Le contremaître du chantier avertit les autorités archéologiques et trois pièces furent récupérées auprès des ouvriers contre une faible récompense. Une augmentation de la récompense en fit apparaître quatre autres. Le nombre total composant le trésor originel n'est pas connu ; il est estimé à environ 25, des pièces ayant été vendues discrètement. La structure maçonnée qui protégeait le trésor se trouvait à environ 1,50 m. de profondeur mais a été complètement détruite par les travaux.

## Composition du trésor
Outre les 7 monnaies restituées, 6 autres ont pu être retracées dans des ventes ultérieures. Au total, les 13 monnaies qui ont été étudiées sont toutes, sauf une, de très rares multiples de solidus de l'empereur usurpateur Magnence, 11 triples solidi et 2 doubles, toutes frappées dans l'atelier d'Aquilée et restées dans un parfait état de conservation. Elles sont datées de la fin du règne de Magnence, avant 353. Leur état de conservation et l'homogénéité du dépôt laissent penser qu'elles seraient la récompense reçue par un haut fonctionnaire qui l'aurait enfouie lors des troubles du changement de régime et qui serait mort peu après.